# Илия Георгиев (учител)
Вижте пояснителната страница за други личности с името Илия Георгиев.
Илия П. Георгиев е български просветен деец от късното Българско Възраждане в Източна Македония.

## Биография
Георгиев е роден в 1818 година в неврокопското село Търлис в Османската империя, днес Ватитопос, Гърция. Заедно с брат си Стефан Георгиев е сред основните борци за утвърждаване на българската църква и просвета срещу ширещата се гъркомания. Работи като учител в Търлис и в други селища във Валовищко и Неврокопско. Въвежда българския език в училището в Старчища и принуждава гръцкия владика да отслужи служба на български в Старчища. Умира през 1893 година.